# キングダム・コースター
キングダム・コースター (Kingdom Coaster) は、アメリカ合衆国ペンシルベニア州ランカスターにあるダッチ・ワンダーランド内に設置される木製ローラーコースター。カスタム・コースターズ・インターナショナル社が建造した最初のコースターであり、フィラデルフィア・トボガン・コースターズ社の車両を使用する。
2007年シーズン以前はスカイ・プリンセス (Sky Princess) の名称で知られていた。

## 参照
1. ↑  http://www.rcdb.com/251.htm